# Blaberidae
Blaberidae là họ gián lớn thứ hai.

## Một số loài điển hình
- Aptera fusca: Gián núi Cape
- Blaberus fusca: Gián hang lùn
- Blaptica dubia: Gián Dubia
- Panchlora nivea: Gián xanh chuối
- Gromphadorhina portentosa: Gián huýt sáo Madagascar
- Nauphoeta cinerea: Gián lốm đốm
- Pycnoscelus surinamensis: Gián Surinam

## Hình ảnh

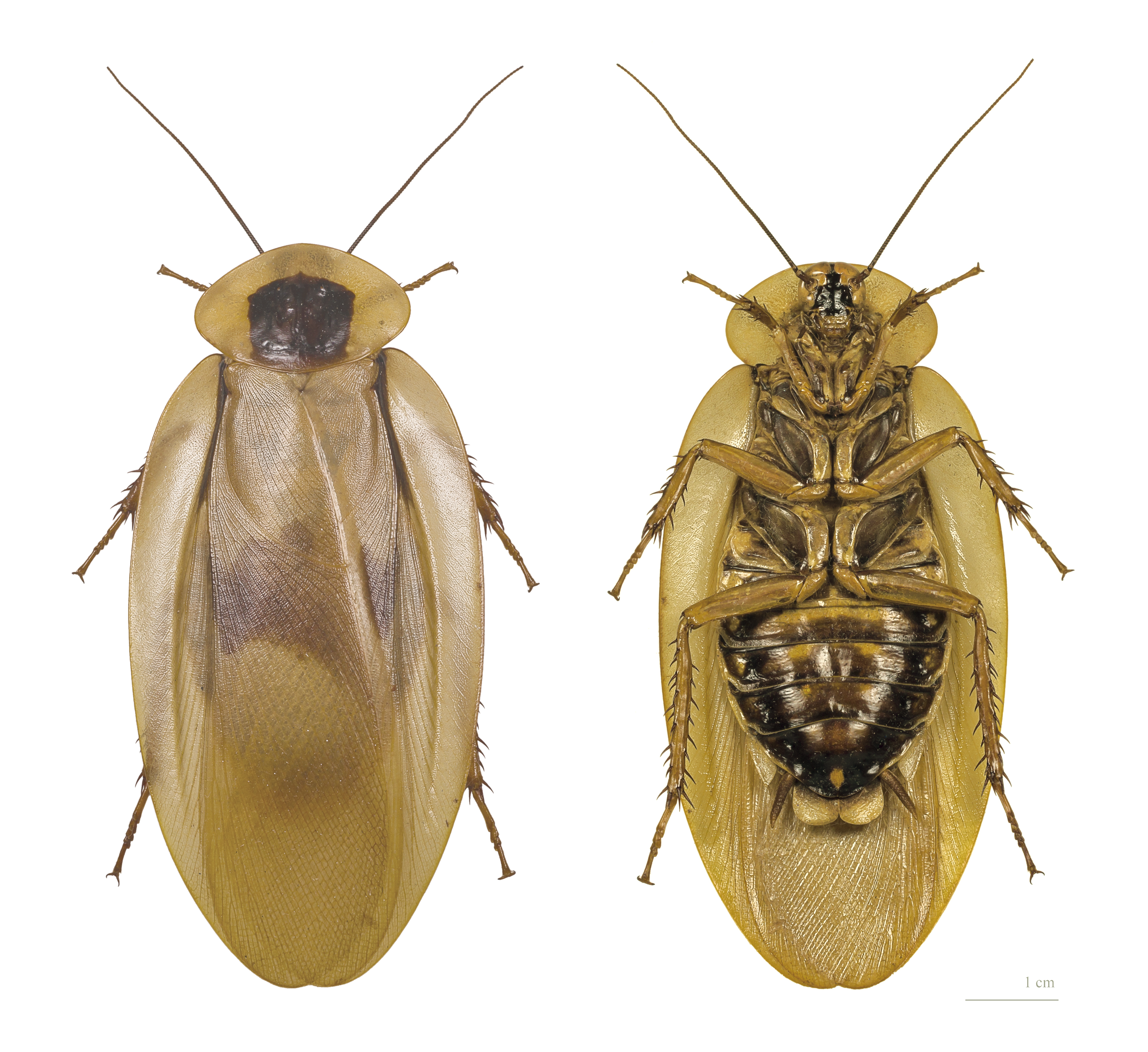
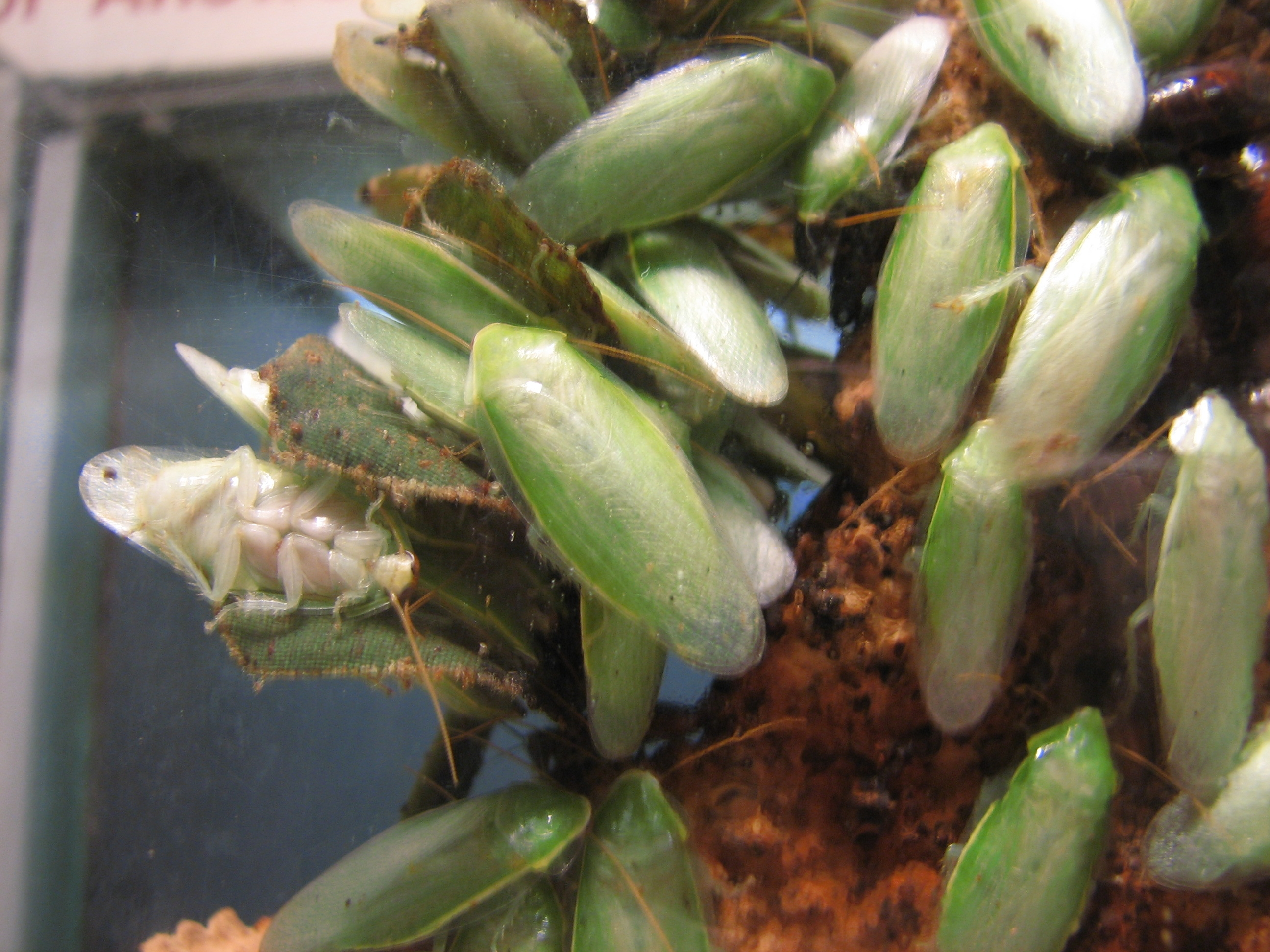

## Chi

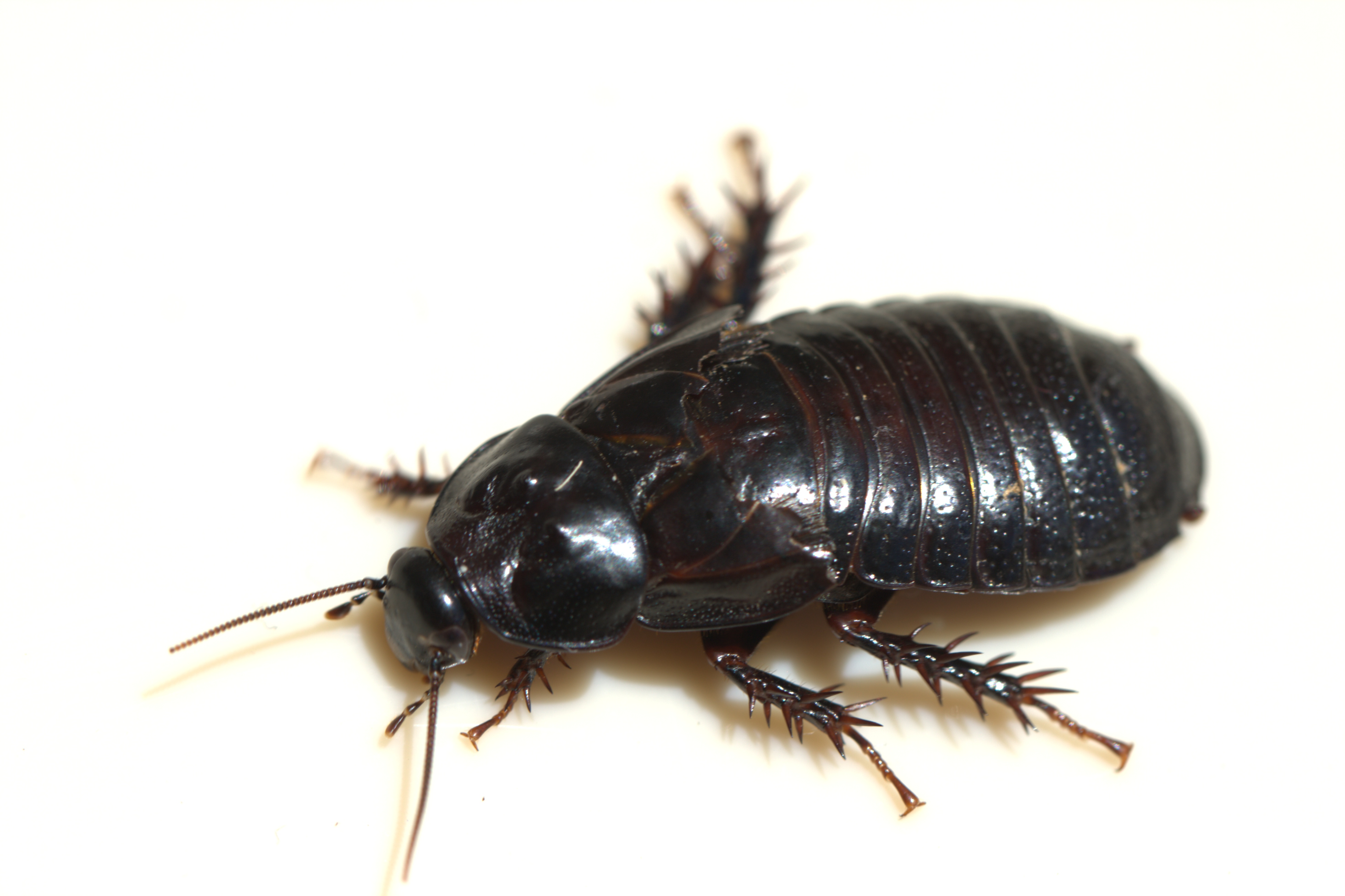
Panesthia

| - Siêu họ Blaberinae - Achroblatta - Anchoblatta - Antioquita - Archimandrita - Aspiduchus - Cacoblatta - Capucinella - Cariacasia - Bionoblatta - Blaberus - Blaptica - Brachycola - Byrsotria - Eublaberus - Glomerexis - Glyptopeltis - Gromphadorhina - Hemiblabera - Hiereoblatta - Hormetica - Hyporhicnoda - Kemneria - Lucihormetica - Mesoblaberus - Minablatta - Mioblatta - Monachoda - Monastria - Neorhicnoda - Oxycercus - Paradicta - Parahormetica - Petasodes - Phoetalia - Pseudogyna - Sibylloblatta - Styphon - Siêu họ Diplopterinae - Calolampra - Diploptera | - Siêu họ Epilamprinae - Acroporoblatta - Anisolampra - Aptera (chi) - Apsidopis - Ataxigamia - Audreia - Blepharodera - Calolamprodes - Colapteroblatta - Compsolampra - Cyrtonotula - Derocardia - Dryadoblatta - Elfridaia - Epilampra - Galiblatta - Haanina - Homalopteryx - Litopeltis - Miroblatta - Molytria - Morphna - Nauclidas - Notolampra - Opisthoplatia - Phlebonotus - Phoraspis - Pinaconota - Placoblatta - Poroblatta - Phortioeca - Pseudophoraspis - Pseudoplatia - Rhabdoblatta - Rhicnoda - Stictolampra - Stictomorphna - Thorax - Ylangella | - Siêu họ Gyninae - Alloblatta - Evea - Gyna - Paraprincisaria - Paraplecta - Princisaria - Pseudocalolampra - Progonogamia - Thliptoblatta - Siêu họ Panchlorinae - Achroblatta - Anchoblatta - Biolleya - Panchlora - Pelloblatta - Siêu họ Panesthiinae - Ancaudellia - Annamoblatta - Caeparia - Microdina - Miopanesthia - Panesthia - Salganea - ?Dicellonotus - ?Dolichosphaeria - ?Hemipanesthia - ?Heteroblatta - ?Geoscapheus - ?Macropanesthia - ?Mylacrina - ?Neogeoscaphus - ?Parapanesthia - ?Phortioecoides - ?Proscratea - Siêu họ Oxyhaloinae - Aeluropoda - Ateloblatta - Coleoblatta - Griffiniella - Gromphadorhina - Heminauphoeta - Henschoutedenia - Jagrehnia - Leucophaea - Nauphoeta - Oxyhaloa - Pelloblatta - Pronauphoeta | - Siêu họ Perisphaeriinae - Bantua - Compsagis - Cyrtotria - Derocalymma - Ellipsica - Elliptoblatta - Gymnonyx - Hostilia - Laxta - Neolaxta - Perisphaeria - Perisphaerus - Pilema (Pronaonota) - Platysilpha - Poeciloblatta - Pronaonota - Pseudoglomeris - Trichoblatta - Zuluia - Siêu họ Pycnoscelinae - Pycnoscelus - Stilpnoblatta - Siêu họ Zetoborinae - Capucina - Lanxoblatta - Parasphaeria - Phortioeca - Schizopilia - Schultesia - Thanatophyllum - Tribonium - Zetobora - Zetoborella - Subfamily uncertain (see Taxonomy note) - - Africalolampra - Apotrogia - Diplopoterina - Eustegasta - Gynopeltis - Hedaia - Isoniscus - Phenacisma - Cryptocercus |